# 中央区立久松小学校
中央区立久松小学校（ちゅうおうくりつ ひさまつしょうがっこう）は、東京都中央区日本橋久松町にある公立小学校。
都内における歴史ある小学校の1つで、華族の久松定謨や町年寄の森津久兵衛等の尽力により創立された。同敷地内に同じく中央区立の久松幼稚園がある。
2023年、創立150周年を迎えた（式典挙行は2022年）。

## 沿革
- 1873年（明治6年）
  - 3月9日 - 第一大学区第一中学区二番小学として久松町三十八番地にて創立。
  - 7月 - 開校式挙行。この時点の在籍児童数70余名。この頃、第一大学区第一中学区二番小学久松学校に改称（と考えられる）。
- 1885年（明治18年）4月 - 小学校令改正に伴い、日本橋区公立久松尋常小学校と改称。
- 1902年（明治35年）7月 - 本校創立記念日を3月9日と制定。
- 1923年（大正12年）9月1日 - 12時頃に発生した関東大震災により校舎全焼。仮校舎ができるまで、仮設校舎として、付近住民のためのバラック住宅を一棟うちぬいて教室とする。アンぺラをしき、教師手製の板机により座って授業を行った。
- 1924年（大正13年）4月 - 仮校舎ができる。
- 1925年（大正14年）10月 - 校旗制定し、披露式挙行。
- 1929年（昭和4年）5月 - 震災復興本建築鉄筋コンクリート三階建校舎完成。
- 1943年（昭和18年）7月 - 東京都久松国民学校と改称。
- 1944年（昭和19年）8月 - 学童集団疎開促進要綱が閣議決定され、縁故先のない者の学童集団疎開が実施された。北足立郡の寺院（伊奈村法光寺〈50人〉、桶川町知足院〈50人〉、北本宿村寿命院〈60人〉、同多聞寺〈40人〉、加納村明星院ほか三寺〈130人〉）が疎開先として本校の学童を受け入れた[2]。
- 1945年（昭和20年）
  - 3月 - 戦災により校舎全焼書類の大部分焼失。
  - 10月 - 残留児童を集めて焼失校舎内にて授業を再開。
  - 未明 - 近隣の千代田小学校が戦時中の混乱に伴い廃校となったため、久松小学校は千代田小学校を吸収合併。
- 1947年（昭和22年）4月 - 中央区立久松小学校と改称。
- 1955年（昭和30年）7月 - プール落成。プール開きには古橋廣之進氏を招聘。
- 1963年（昭和38年）3月 - 昭和天皇・皇后（当時）の行幸啓を受け、創立90周年記念式典を行う。
- 1971年（昭和46年）9月 - 校舎新築のため、有馬小、東華小、十思小の3校で分散授業を開始。
- 1973年（昭和48年）
  - 3月 - 新校舎竣工し、復帰。落成式挙行。
  - 10月 - 皇太子・同妃（当時）の行幸を受け、創立100周年記念式典を行う。
- 1974年（昭和49年）10月 - 100周年記念像「未来像」建立。
- 1982年（昭和57年）
  - 6月 - プール落成。元オリンピック水泳選手田口氏を迎え、プール開きを行う。
  - 11月 - 徳仁親王（当時）臨席のもと、開校110周年記念式典を行う。
- 1986年（昭和61年）11月 - 大島三原山噴火により151名が避難来校。大島元町小学校児童47名が編入学。
- 1988年（昭和63年）3月 - 開校115周年記念式典を行うと共に久松資料館を新設。
- 1992年（平成4年）3月 - 秋篠宮親王・同妃臨席のもと、開校120周年記念式典を行う。
- 2002年（平成14年）
  - 3月 - 未来像（100年記念像）に納められている「タイムカプセルを開く式」を開催。
  - 11月 - 常陸宮同妃臨席のもと、創立130周年記念式典を行う。
- 2005年（平成17年）
  - 1月 - 不審者から児童を守る全国的な安全対策として、久松公園出入口（2か所）に門扉を設置。
  - 5月 - 電子錠付玄関扉を設置。
  - 9月 - 屋上緑化完了。
- 2009年（平成21年）1月 - 大規模改修工事完了。
- 2010年（平成22年）1月 - 西校舎公園側壁面緑化工事完了。
- 2012年（平成24年）
  - 3月 - 卒業式に於いて昭和20年度に卒業した30名に、卒業証書を授与。
  - 8月 - 屋上ビオトープ完成。
- 2016年（平成28年）
  - 3月31日 - 西側増築新校舎竣工。正式校名プレート設置。
  - 4月1日 - 中央区特別支援教室（スマイル・あおぞら）開室。
- 2018年（平成30年）8月31日 - 屋上フェンス及びネット設置。
- 2022年（令和4年）12月3日 - 秋篠宮親王・同妃臨席のもと創立150周年記念式典を行う[3]。

## 通学区域と進学先中学校
出典

### 通学区域
- 日本橋馬喰町
- 日本橋横山町
- 東日本橋
- 日本橋久松町
- 日本橋浜町1丁目
- 日本橋浜町2丁目
- ただし、日本橋浜町2丁目の1番～5番と18番～30番および43番～59番は、調整区域により、有馬小学校へ通学が可能。

かつて現在の東日本橋、日本橋横山町、日本橋馬喰町は、吸収合併された千代田小学校の学区内であった。
小学校の児童数と教員数
| 年度     | 児童総数 | 1年生 | 2年生 | 3年生 | 4年生 | 5年生 | 6年生 | 教員数 | 職員数 |
| -------- | -------- | ----- | ----- | ----- | ----- | ----- | ----- | ------ | ------ |
| 令和元年 | 698人    | 140人 | 128人 | 121人 | 102人 | 114人 | 93人  | 28人   | 3人    |
| 令和2年  | 781人    | 165人 | 138人 | 135人 | 123人 | 105人 | 115人 | 32人   | 3人    |
| 令和3年  | 824人    | 168人 | 166人 | 137人 | 131人 | 116人 | 106人 | 33人   | 3人    |
| 令和4年  | 888人    | 174人 | 166人 | 163人 | 141人 | 130人 | 114人 | 37人   | 4人    |
| 令和5年  | 957人    | 179人 | 174人 | 167人 | 162人 | 142人 | 133人 | 41人   | 4人    |

### 進学先中学校
公立学校に進学する場合
- 中央区立日本橋中学校
- 中央区立銀座中学校

なお私立学校に進学する生徒も多い

## 著名な出身者
- 兼子正
- 立原道造
- 林家木久扇
- 山田五十鈴
- 四代目江戸家猫八
- 田中圭
- 近藤麻理恵
- 土佐兄弟

## 周辺
- 中央区立久松幼稚園 - 進級前幼稚園で、同一建物内。2024年7月に中央区立常盤小学校敷地内に移転。
- 警視庁久松警察署 - 敷地が隣接。
- 中央区立久松児童公園 - 中央区道をはさんで、敷地が隣接。
- 中央区立浜町コミュニティルーム
- 笠間稲荷
- 日本橋中央歯科

## アクセス
- 都営地下鉄浅草線東日本橋駅（B2出口）から、徒歩375m・約6分。
- 都営地下鉄新宿線馬喰横山駅（A3出口）から、徒歩約360m・約6分。
- 中央区コミュニティバス「江戸バス」「北循環」で、「浜町一丁目」バス停から、徒歩約155m・約数分。
- 都営バス「秋26」系統で、
  - 秋葉原駅前発葛西駅前行の「久松町」バス停から、徒歩約315m・約5分。
  - 葛西駅前発秋葉原駅前行の「浜町中の橋」バス停から、徒歩約590m・約9分。
    - なお、都営バス「秋26」系統は、日本橋地区周辺で、往路と復路で運行ルートが異なる。